# Fanny Gautier
Fanny Solórzano Gautier, nota come Fanny Gautier (Madrid, 21 novembre 1970), è un'attrice spagnola.

## Biografia
L'attrice è nota per aver interpretato nella serie televisiva Paso adelante (2002-2005) il personaggio di Alicia Jáuregui, professoressa di danza classica, vice preside della scuola e zia dell'alunna Silvia Jáuregui (interpretata da Mónica Cruz). Dal 2007 Fanny entra nel cast della serie spagnola Genesìs, per la seconda ed ultima stagione.
Inoltre ha lavorato in alcuni film spagnoli molto importanti come Apri gli occhi al fianco di Penélope Cruz, film campione di incassi nel 1997, in Elsa e Fred nel 2005 ed infine nel 2007 nella commedia La torre de Suso.
Nel 2009 è stata una delle protagoniste delle serie spagnola 90-60-90 Diario di una adolescente, la serie si è conclusa però dopo una sola stagione per la scarsa audience.

## Vita privata
Fanny è nata a Madrid da padre spagnolo e madre francese, per questo è bilingue.
Ha due figli, gemelli, nati nel 2005.

## Filmografia

### Cinema
- La femme du cosmonaute, regia di Jacques Monnet (1997)
- Apri gli occhi (Abre los ojos), regia di Alejandro Amenábar (1997)
- Grandes ocasiones, regia di Felipe Vega (1998)
- Amor, curiosidad, prozak y dudas, regia di Miguel Santesmases (2001)
- Mi casa es tu casa, regia di Miguel Álvarez (2002)
- Intramontabile effervescenza (Elsa y Fred), regia di Marcos Carnevale (2005)
- La torre de Suso, regia di Tom Fernández (2007)
- Barcelona, nit d'hivern, regia di Dani de la Orden (2015)

### Televisione
- La mujer de tu vida 2 – serie TV, 1 episodio (1994)
- Antivicio – serie TV, 13 episodi (2000-2001)
- Pasión adolescente, regia di Joaquín Llamas – film TV (2001)
- Policías, en el corazón de la calle – serie TV, 4 episodi (2002)
- Paso adelante (Un paso adelante) – serie TV, 53 episodi (2002-2005)
- 7 vidas – serie TV, 3 episodi (2003)
- Sin hogar, regia di Joaquín Llamas – film TV (2003)
- Al filo de la ley – serie TV, 13 episodi (2005)
- Fuera de control – serie TV, 3 episodi (2006)
- Génesis, en la mente del asesino – serie TV, 13 episodi (2007)
- 90-60-90. Diario secreto de una adolescente – serie TV, 8 episodi (2009)
- La pecera de Eva – serie TV, 9 episodi (2011)
- B&b, de boca en boca – serie TV, 1 episodio (2014)
- Vive cantando – serie TV, 1 episodio (2014)
- El Ministerio del Tiempo – serie TV, 4 episodi (2015-2016)
- Gli orologi del diavolo (2020)